# Mimmo Craig
Mimmo Craig, all'anagrafe Guglielmo Giuseppe Craig (La Spezia, 10 giugno 1925 – Milano, 8 settembre 2016), è stato un attore e doppiatore italiano.

## Biografia
Attore caratterista assai noto, compì i suoi esordi a teatro nel secondo dopoguerra con la Compagnia Errepi di Remigio Paone. Alla fine degli anni cinquanta fece parte della compagnia di Dario Fo, negli spettacoli Ladri, manichini e donne nude (1958) e Gli arcangeli non giocano a flipper (1959).
Nel decennio seguente lavorò al Piccolo Teatro di Milano con Giorgio Strehler, e tra gli spettacoli al quale ha partecipato si ricordano Patatine di contorno, di Arnold Wesker, diretto da Raffaele Maiello (1966), La moscheta, di Ruzante (1970), Il bagno, di Vladimir Majakovskij (1972) e La grande magia, di Eduardo De Filippo (1985).
Ha interpretato anche ruoli più leggeri, come quello nello spettacolo brillante Mi è cascata una ragazza nel piatto (1969), accanto a Domenico Modugno, Paola Quattrini ed Enrica Bonaccorti.
Sul grande schermo ha fatto il suo debutto con piccole parti all'inizio degli anni cinquanta al fianco di Renato Rascel, comparendo in seguito solo saltuariamente in ruoli di non grande rilievo, e anche in due film drammatici diretti da Carlo Lizzani.
Negli anni sessanta conquistò una grande popolarità in televisione nel Carosello dell'olio Sasso (tra il 1963 e il 1976), nel quale interpretava un signore magro che aveva un incubo ricorrente, quello di diventare grasso. Al termine del sogno, col sottofondo musicale de Il mattino, tratto dal Peer Gynt di Edvard Grieg, esclamava lo slogan La pancia non c'è più, che divenne un tormentone all'epoca.
Sul piccolo schermo apparve anche in qualche originale e sceneggiato dal 1967, mentre la sua ultima apparizione televisiva fu nel 2004 in Benedetti dal Signore, su Canale 5, con Ezio Greggio ed Enzo Iacchetti. Saltuaria la sua attività come doppiatore: ha prestato la voce ad alcune serie di cartoni animati (soprattutto in Monciccì) ed è stato la voce di Nicholas Colasanto nella sitcom americana Cin cin.
È morto a Milano l'8 settembre 2016: era da tempo ricoverato in una casa di cura.

## Filmografia

### Cinema
- Il bandolero stanco, regia di Fernando Cerchio (1952)
- Attanasio cavallo vanesio, regia di Camillo Mastrocinque (1953)
- Gran varietà, regia di Domenico Paolella (1954)
- Alvaro piuttosto corsaro, regia di Camillo Mastrocinque (1954)
- Rosso e nero, regia di Domenico Paolella (1954)
- Tu che ne dici?, regia di Silvio Amadio (1960)
- Mussolini ultimo atto, regia di Carlo Lizzani (1974)
- Storie di vita e malavita, regia di Carlo Lizzani (1975)
- L'alba, regia di Fernando Raffaeli Colla (1981)
- Prima del futuro, regia di Ettore Pasculli, Fabrizio Caleffi e Gabriella Rosaleva (1985)

### Televisione
- Caravaggio, regia di Silverio Blasi – miniserie TV (1967)
- Vita di Cavour, regia di Piero Schivazappa – miniserie TV (1967)
- Processi a porte aperte, regia di Lydia C. Ripandelli, episodio Il giocatore di scacchi (1968)
- La freccia nera, regia di Anton Giulio Majano – miniserie TV (1968)
- Lily Champagne, regia di Flaminio Bollini (1969)
- Quello della porta accanto, regia di Stefano De Stefani – miniserie TV (1975)
- Il dirigibile – programma TV (1975-1980)
- Il superspia, regia di Eros Macchi – miniserie TV (1977)
- Morte a passo di valzer, regia di Giovanni Fago – miniserie TV (1979)
- La freccia nel fianco, regia di Giovanni Fago – miniserie TV (1983)
- Lulù, regia di Sandro Bolchi (1986)
- Don Tonino – serie TV, episodio Don Tonino e il terrore in prima pagina (1989)
- Madame, regia di Salvatore Samperi – miniserie TV (2004)
- Benedetti dal Signore – serie TV (2004)

## Teatro

### Prosa
- La grande magia di Eduardo De Filippo, regia di Giorgio Strehler, Piccolo Teatro di Milano, il 5 maggio 1985.
- Quanto costa il ferro? di Bertolt Brecht, regia di Giorgio Strehler, prima al Teatro Studio di Milano, il 1º dicembre 1995.

### Varietà
- Campione senza volere di Giulio Scarnicci e Renzo Tarabusi, prima al Teatro Alfieri di Torino, il 5 novembre 1955.
- Il farfallone di Emilio Micheletti e Bruno Urbani, regia di Mario Landi, prima al Teatro Manzoni di Milano, il 21 luglio 1956.
- Il fidanzato di tutte di Max Schumann e Robert Paul Smith, regia di Daniele D'Anza, prima al Teatro Politeama di Genova, il 5 novembre 1956.

## Doppiaggio
- Nicholas Colasanto in Cin cin
- Alan King in Alla scoperta di papà
- Robert Prosky in Gioco sporco
- Roscoe Lee Browne in Strani miracoli
- Michael Constantine in L'occhio del male
- Theo Marcuse in Star Trek